# General Electric TF34

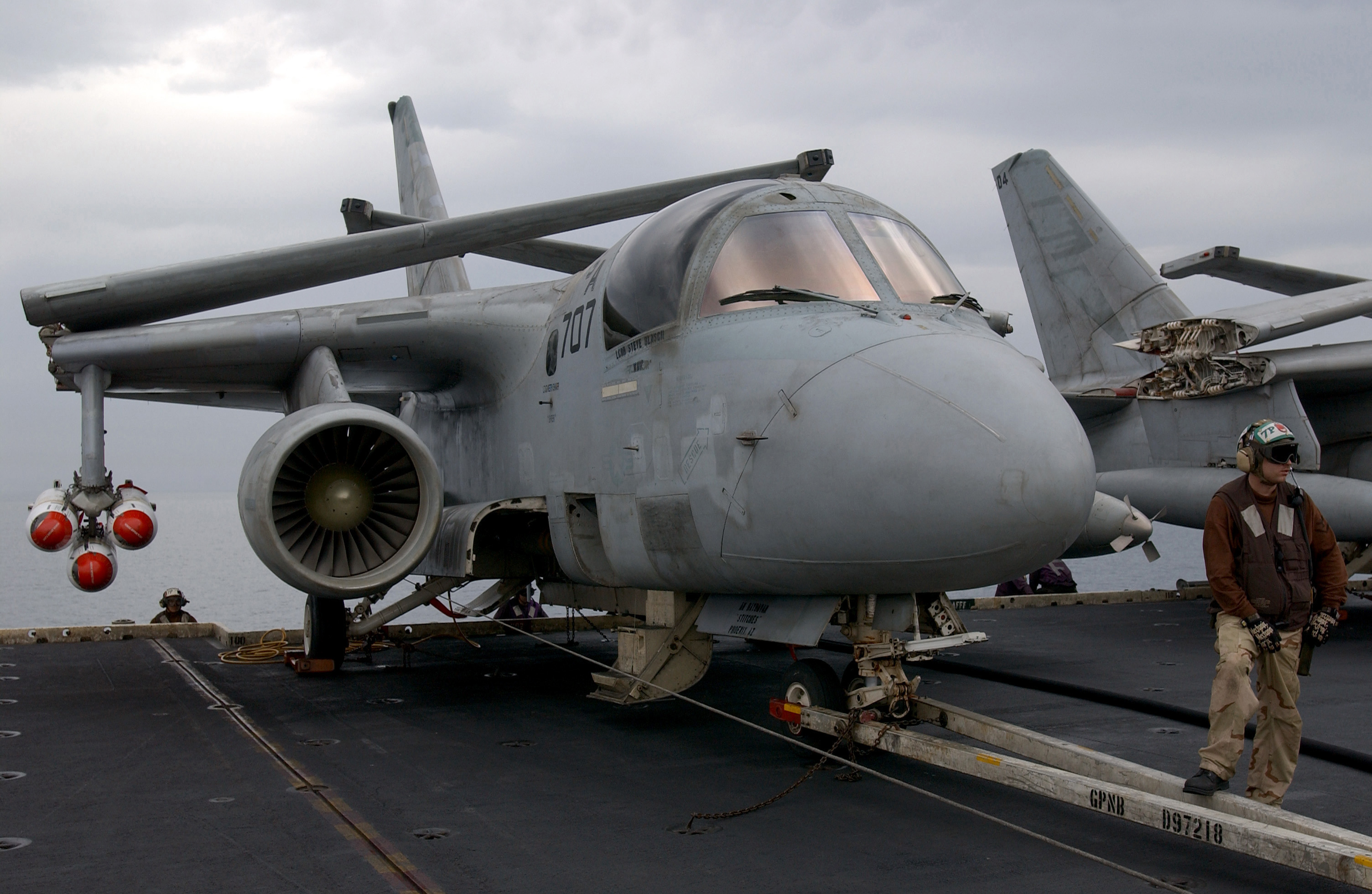
Un TF34 monté sur le pylône droit d'un S-3B Viking, à bord de l'USS Kitty Hawk (CV-63).

Le General Electric TF34 est un turboréacteur à double flux militaire à double corps et fort taux de dilution utilisé sur les avions A-10 Thunderbolt II et S-3 Viking.

## Généralités
Développé par le constructeur GE Aircraft Engines à la fin des années 1960, le moteur original était constitué d'une soufflante unique, entraînée par une turbine basse-pression (BP) à 4 étages, suralimentant un compresseur haute-pression (HP) à 14 étages, entraîné par une turbine HP à 2 étages. La combustion du mélange air/carburant était effectuée dans une chambre de combustion annulaire.
Doté d'un taux de dilution élevé, de 6,2 : 1, ce turboréacteur n'est pas doté de postcombustion et ne peut permettre aux avions qu'il équipe d'atteindre la vitesse du son. Il est toutefois un garant d'une forte capacité d'accélérations, grâce à un débit d'air important (153,31 kg/s) en regard de la poussée qu'il développe (41,146 kN) et à une masse assez contenue (757 kg), ce qui est un avantage certain pour un appareil de la catégorie de l'A-10, effectuant régulièrement des passes de tir canon à basse altitude dans des environnements parfois escarpés. Cela représentait un intérêt également pour le S-3 Viking, qui était auparavant un appareil opérant depuis les porte-avions.
Le TF34-GE-400A est taré à 41,146 kN de poussée statique, soit légèrement moins que la force de recul du canon GAU-8 Avenger qui équipe l'A-10.

## Dérivée civile
Une version civile dérivée, le CF34, est utilisée par de nombreux avions de transports régionaux et avions d'affaires.

## Applications
- Fairchild-Republic A-10 Thunderbolt II : Deux TF34-GE-100 de 40,323 kN de poussée chacun[4] ;
- Lockheed S-3 Viking : Deux TF-34-GE-400B de 41,257 kN de poussée chacun[5] ;
- Sikorsky S-72 : Deux TF34-GE-400A de 41,26 kN de poussée chacun ;
- Lockheed Martin RQ-170 Sentinel : Possible, mais non confirmé[6].